# Canone (musica)

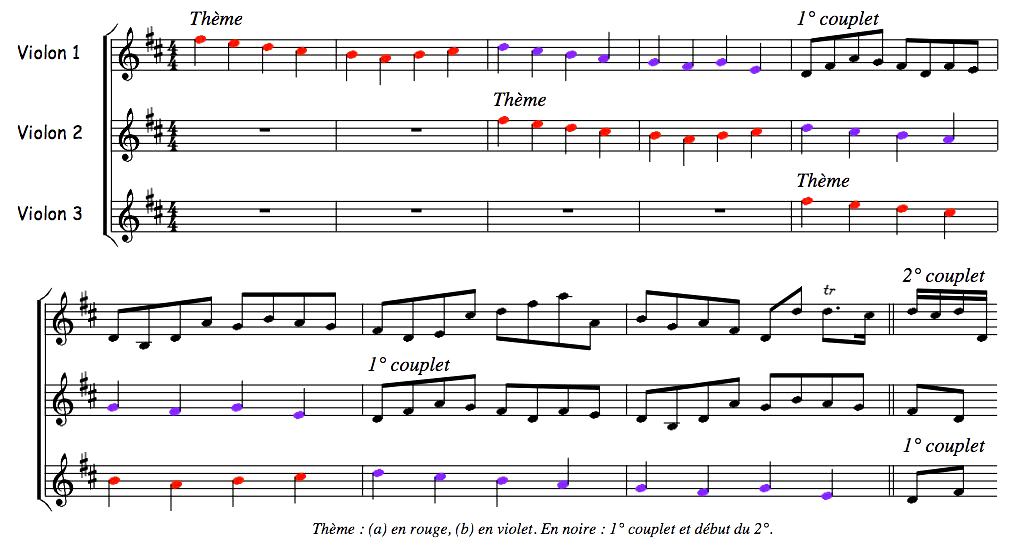
Inizio del Canone di Pachelbel a tre voci (XVII secolo).

Nella musica classica, un canone è una composizione contrappuntistica che unisce a una melodia una o più imitazioni, che le si sovrappongono progressivamente. 
La voce che inizia la melodia viene definita antecedente o dux mentre quella o quelle che seguono vanno sotto il nome di conseguenti o comites.
Per estensione è chiamata canone anche una qualunque sezione di un brano musicale che segua il principio costruttivo sopra esposto.

## Storia
Il canone ha le sue origini in Italia e in Francia, anche se il più antico canone conosciuto, Sumer is icumen in, è inglese. Il termine deriva dal greco kanon che indicava una legge o regola (nel medioevo il termine canon designava anche il monocordo, strumento usato per definire teoricamente, con un procedimento geometrico, le altezze dei suoni della scala musicale).
Nella musica polifonica, fra il XIV e il XVI secolo, il termine canone (o il suo equivalente fuga, che solo nel XVII secolo divenne il nome di una forma musicale autonoma) designava specificamente la regola, esposta all'inizio della composizione, che permetteva di ricostruire le diverse voci a partire da una singola melodia. Ad esempio l'espressione Fuga in epidiapente post sesquitempus significava che la seconda voce doveva iniziare dopo una battuta e mezza, una quinta sopra. Sovente la regola era espressa in forma di enigma: Nigra sum sed formosa o perfino Omnia probate, quod bonum est tenete. La soluzione dell'enigma poteva consistere nell'aumento proporzionale solo di alcuni valori ritmici (ad esempio, nella seconda voce tutte le note nere dovevano diventare bianche).
Nel mottetto Inclita stella maris di Guillaume Dufay (1397 - 1474), ad esempio, il canone recita "Est fuga de se canendo de tempore perfecto, et simul incipiendo", ovvero: la seconda voce si ottiene dalla prima aumentando la durata di tutte le brevi, che nella prima voce sono imperfectae (durano il doppio di una semibreve), e nella seconda diventano perfectae (ossia della durata di tre semibrevi: nella notazione mensurale, il termine tempus designa appunto il rapporto di valore fra le brevi e le semibrevi); le due voci iniziano simultaneamente e all'unisono (e alla fine del brano risultano sfasate di otto battute).
Già nel secolo precedente erano presenti canoni complessi: il celebre rondeau "Ma fin est mon commencement" di Guillaume de Machaut (1300 circa - 1377) consiste in un canone retrogrado fra le prime due voci, mentre la terza voce esegue una stessa melodia prima per moto retto e poi per moto retrogrado. In questo brano, il canone è addirittura descritto nel testo che viene cantato:
et mon commencement ma fin

est teneure vraiement:

ma fin est mon commencement.

Mes tiers chant trois fois seulement,

se retrograde et ainsi fin;

ma fin est mon commencement,

et mon commencement ma fin.»
(Guillaume de Machaut)
La scuola contrappuntistica franco-fiamminga del XV secolo fece grande uso dei procedimenti canonici, sia nella musica sacra che in quella profana; questa scuola produsse anche numerosi canoni doppi, nei quali due voci distinte generano altre due voci, ognuna con un canone indipendente, come in Recordans de mia signora di Josquin Desprez.
I canoni diventarono parte fondamentale dello stile polifonico del rinascimento e dei secoli successivi, nel senso più ampio di riproposizione (trasformata) di un tema musicale nelle diverse voci, concetto di base della polifonia imitativa largamente diffusa in tutta la letteratura musicale occidentale.
Se canoni e fughe di maggiore o minore complessità trovarono applicazione in tutte le forme della polifonia tardo-medioevale e rinascimentale, sia sacra che profana (messa, mottetto, rondeau, ballata, madrigale), l'uso della forma di canone più elementare (all'unisono per moto retto, come in Fra Martino) costituì l'elemento caratterizzante di alcuni generi specifici: nel secolo XIV fu in auge, in Italia e in Francia, la caccia (due voci a canone, spesso con una terza voce di tenor strumentale), mentre nei secoli XVI e XVII in Inghilterra la forma detta catch o round (da due fino a quattro o più voci) divenne così popolare fra i musicisti dilettanti da trovare largo spazio nelle raccolte a stampa, ad esempio quelle di Thomas Ravenscroft (1609) e di John Playford (1667). Nell'epoca barocca compaiono più sporadicamente canoni strumentali, fra cui il celebre Canone in Re Maggiore per tre violini e basso continuo di Pachelbel, le variazioni numerate con multipli di tre (ad eccezione della trentesima ed ultima) nelle Variazioni Goldberg di Bach, sei sonate a canone (TWV 40:118-123) e un canone infinito (TWV 40:103) di Telemann. In tempi più recenti l'uso del canone in senso stretto risulta pressoché confinato alla musica di ispirazione popolare o infantile.
Nell'ambito della musica contemporanea, la composizione più conosciuta di George Rochberg, String Quartet No. 6, comprende una serie di variazioni sul canone di Pachelbel in Re. La Terza Sinfonia di Henryk Górecki inizia con un ampio canone all'ottava per gli archi. Steve Reich usa un processo che chiama phasing, che è un canone con distanza variabile tra le voci. La compositrice contemporanea Carlotta Ferrari ha scritto svariati canoni per diversi organici strumentali. Molti artisti di musica leggera hanno avuto brani di successo usando parti di canoni famosi nelle loro composizioni.

## Tipi di canone
Il canone può essere classificato in base al numero delle voci, all'intervallo al quale ciascuna imitazione successiva è trasposta rispetto all'antecedente, al fatto che le voci siano inverse, retrograde; entrano inoltre in gioco la distanza temporale tra ciascuna voce e il fatto che gli intervalli della seconda voce coincidano con quelli della prima o vengano modificati per obbedire alle esigenze della scala diatonica; infine l'eventuale differenza nel valore delle note tra l'antecedente e le sue imitazioni successive. Nella pratica dell'arte musicale i compositori hanno spesso impiegato anche più di uno dei metodi suddetti simultaneamente.

### Numero di voci
Un canone dove la melodia è seguita da una voce di contrappunto è detto a due voci, se le voci complessive sono n, viene similmente chiamato canone a n voci. Tale terminologia può essere utilizzata in combinazione con una relativa ad altre caratteristiche del canone.

### Intervallo
In un canone ad intervallo la voce conseguente imita la voce guida (antecedente) a un intervallo preciso, diverso dall'ottava o unisono (esempio: canone alla seconda, quinta, settima, etc.). Se la conseguente imita l'antecedente secondo il preciso intervallo assegnato, si parla di canone esatto; se l'imitazione segue l'intervallo (ad es: terza) ma non la qualità (maggiore/minore), si parla di canone diatonico.

### Inversione
Un canone inverso (detto anche canone per moto contrario) fa muovere la voce conseguente in moto contrario rispetto alla voce antecedente. Ad esempio, se quest'ultima sale di una quinta, la conseguente scende di quinta, e viceversa. Una sottovariante del canone inverso, "a specchio", mantiene esattamente gli intervalli: una sesta maggiore resterà una sesta maggiore, e non potrà diventare minore. Nella grande maggioranza dei casi, tuttavia, per venire incontro alle esigenze della scala diatonica, i compositori non adoperano canoni a specchio.

### Retrogradazione
In un canone retrogrado, noto anche come cancrizzante, la voce conseguente inizia dall'ultima nota della voce antecedente e prosegue all'indietro, terminando con quella iniziale, (do, mi, sol-sol, mi, do)

### Canoni mensurali e a tempo
In un canone mensurale (noto anche come canone proporzionale), la voce conseguente imita l'antecedente con una certa proporzione ritmica. Ad esempio, può raddoppiarne i valori ritmici  (canon per augmentationem alla latina, o sloth canon nei paesi di lingua inglese) o dimezzarli (canon per diminutionem). Il phasing è poi un tipo di canone che comporta l'applicazione di proporzioni ritmiche modulanti secondo una scala graduata, cambiando man mano.

### Altri tipi di canone
Il tipo più familiare di canone è probabilmente quello perpetuo/infinito, detto anche canone circolare oppure rota (in latino canon perpetuus; in inglese round). Esso, quando ogni voce del canone arriva al termine, può ricominciare dall'inizio, in una specie di moto perpetuo. 
Un esempio di canone perpetuo nella musica popolare è dato da Fra' Martino, mentre uno tratto dalla musica colta è dato dal primo tema del secondo movimento della settima sinfonia di Beethoven.
Esistono anche altri tipi di canone come quello a spirale, il canone accompagnato e il canone doppio o triplo.

## Ascolto
: il Canone di Johann Pachelbel (file Ogg di 5,11 MB).